# Roberto Paganini
Roberto Paganini (Agordo, 6 maggio 1849 – Roma, 29 ottobre 1912) è stato un politico italiano.

## Biografia
Ingegnere-capo della Società commerciale dell'Assam, in India, fondò l'insediamento di Margherita (1881).
Fu eletto Deputato del Regno d'Italia per tre legislature consecutive, restando in carica dal 1895 al 1904. In seguito venne nominato Senatore del Regno, carica che ricoprì dal gennaio 1910 fino alla morte, sopraggiunta il 29 ottobre 1912 all'età di 73 anni.
Fu sposato con Elena Ruspoli, ebbe due figli: Paolo Giovanni e Francesca Maria.
Fu il penultimo proprietario della villa romana che da lui ha preso il nome: Villa Paganini